# Schwatzen (Weißensberg)
Schwatzen (mundartlich em schwatsə) ist ein Dorf in der Gemeinde Weißensberg im bayerisch-schwäbischen Landkreis Lindau (Bodensee).

## Geografie
Das Dorf liegt circa drei Kilometer nördlich des Hauptorts Weißensberg. Westlich des Orts verläuft die Bundesautobahn 96.

## Geschichte
Schwatzen wurde erstmals urkundlich als Swarzen im Jahr 1339 erwähnt. Der Ortsname stammt vermutlich von einem Bei- oder Familiennamen ab. Im Jahr 1626 wurden in Schwatzen samt Schwatzenmühle 15 Häuser gezählt. Im 19. Jahrhundert wurde der Schwatzener Weiher für die Säge- und Mahlmühle Schwatzenmühle angelegt. 1930 wurde die Schwatzenmühle stillgelegt.